# Airpaz
Airpaz是一家位于亚太地区的在线旅行社（OTA），提供机票预订、住宿和旅行保险等服务。该公司成立于2011年，总部位于印度尼西亚雅加达。 该平台支持超过120万个住宿选项，包括度假村、公寓等，并提供超过100万个航班航线，支持37种语言。

## 公司历史
Airpaz于2011年在印度尼西亚雅加达成立，旨在开发一个为亚太地区提供旅游服务的平台。
2014年，公司开始在线销售机票 ，并成功售出第一张机票。同时，还在 Google Play 商店和 App Store 推出了软件。
2019年，Airpaz推出了酒店和住宿预订服务。
2022年1月，Airpaz与Shopee建立了合作伙伴关系，将旅行预订服务与电子商务平台整合在一起。 同年，公司还发布了通过与ATOME整合的扫码二维码支付方式。
2022年底，Airpaz通过与菲律宾的顶级银行合作，进入了菲律宾市场，合作银行包括GCash、BPI 和Billease。
2023年3月，公司与PKFARE合作，提升机票预订功能。
2024年，Airpaz将业务拓展至泰国 ，并与Cover Genius合作推出旅行保险服务。
2024年12月，Airpaz从本地市场扩展至全球市场，进一步提升其国际影响力。